# Wilhelm Wagenfeld
Wilhelm Wagenfeld (Brema, 15 aprile 1900 – Stoccarda, 28 maggio 1990) è stato un designer tedesco.

## Attività
Wagenfeld ha progettato opere in vetro e metallo per Jenaer Glaswerk Schott & Gen., Vereinigte Lausitzer Glaswerke, Weißwasser, Rosenthal, Braun GmbH and WMF. Alcuni dei suoi progetti sono tutt'oggi in produzione.
La lampada Wagenfeld, progettata con il designer Karl J. Jucker del 1924 è uno dei suoi capolavori più conosciuti ed imitati. L'unica riproduzione autorizzata è tutt'oggi prodotta dalla tedesca TECNOLUMEN.
Grazie anche alla collaborazione con Charles Crodel i suoi lavori hanno avuto spazio in mostre e musei.

## Curiosità
Una scuola di Brema porta il suo nome.

## Galleria d'immagini

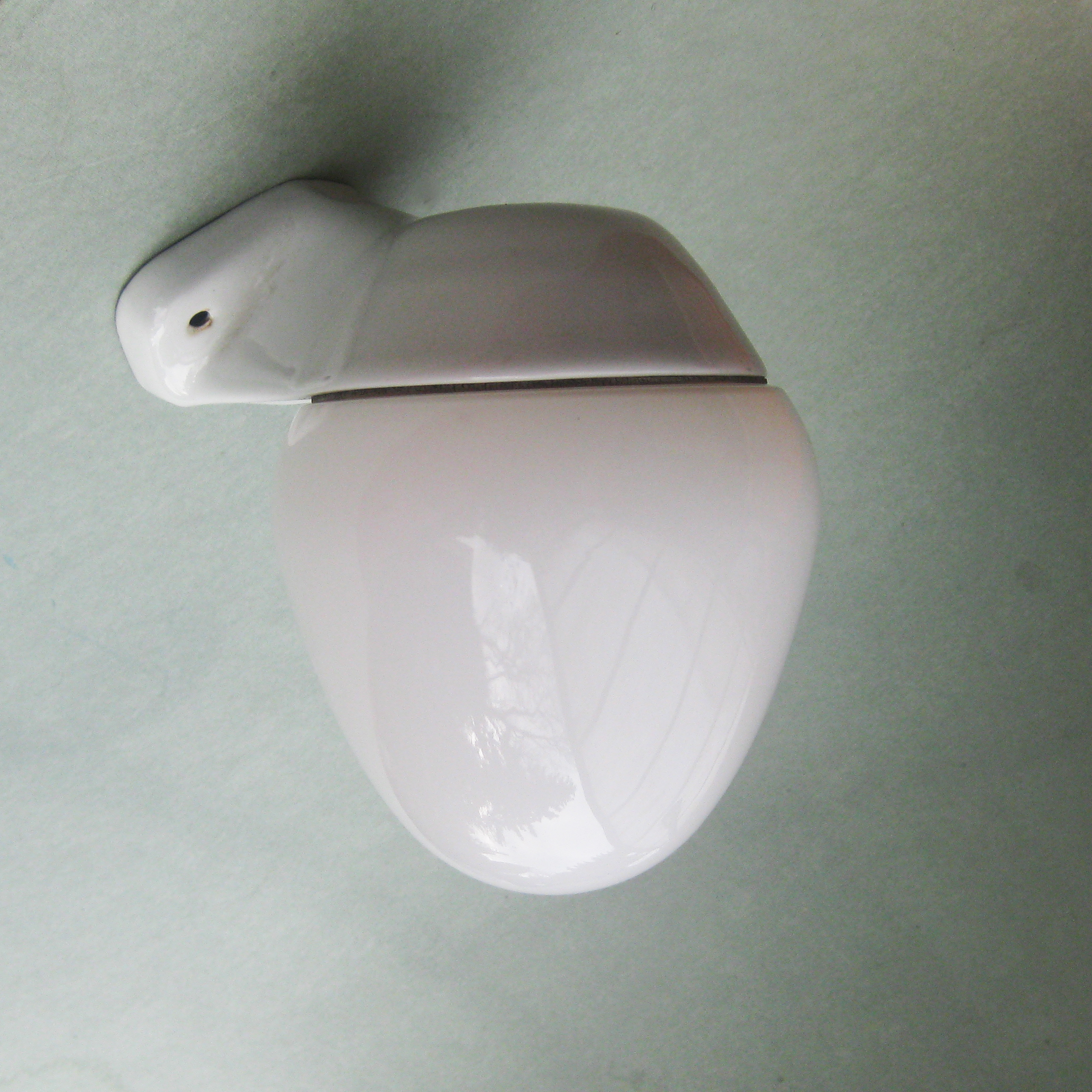
Lampada WV 343 di Lindner Leuchten, 1955
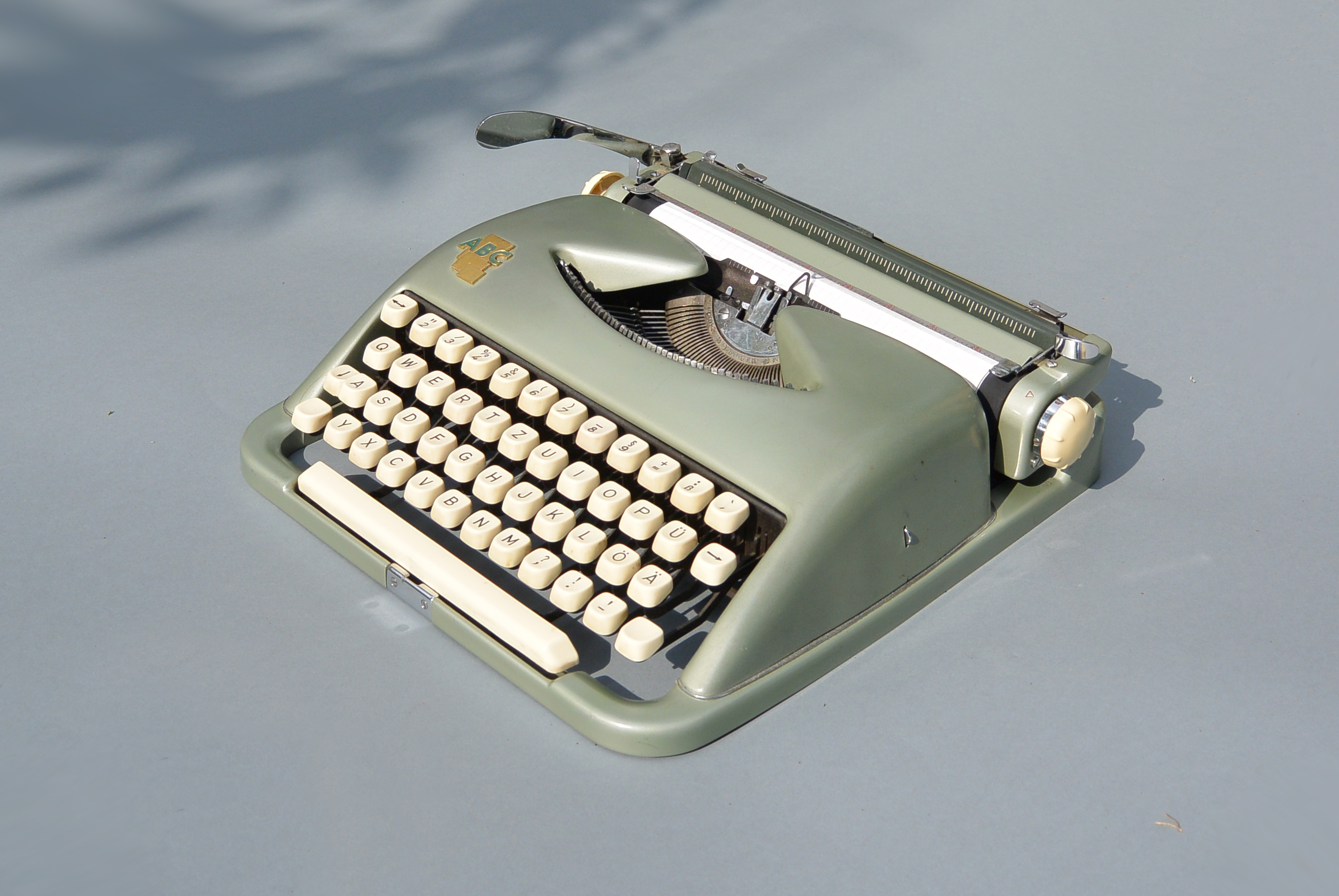
Macchina da scrivere  "ABC"
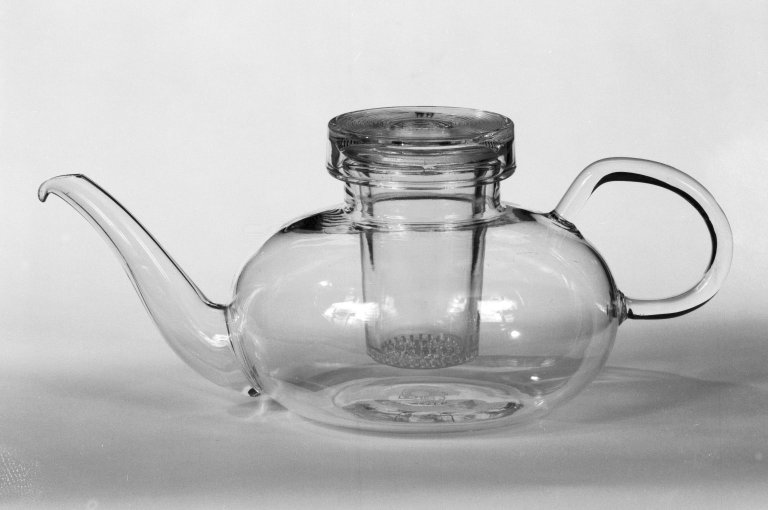
Teiera, 1930 -1934.  Museo di Brooklyn
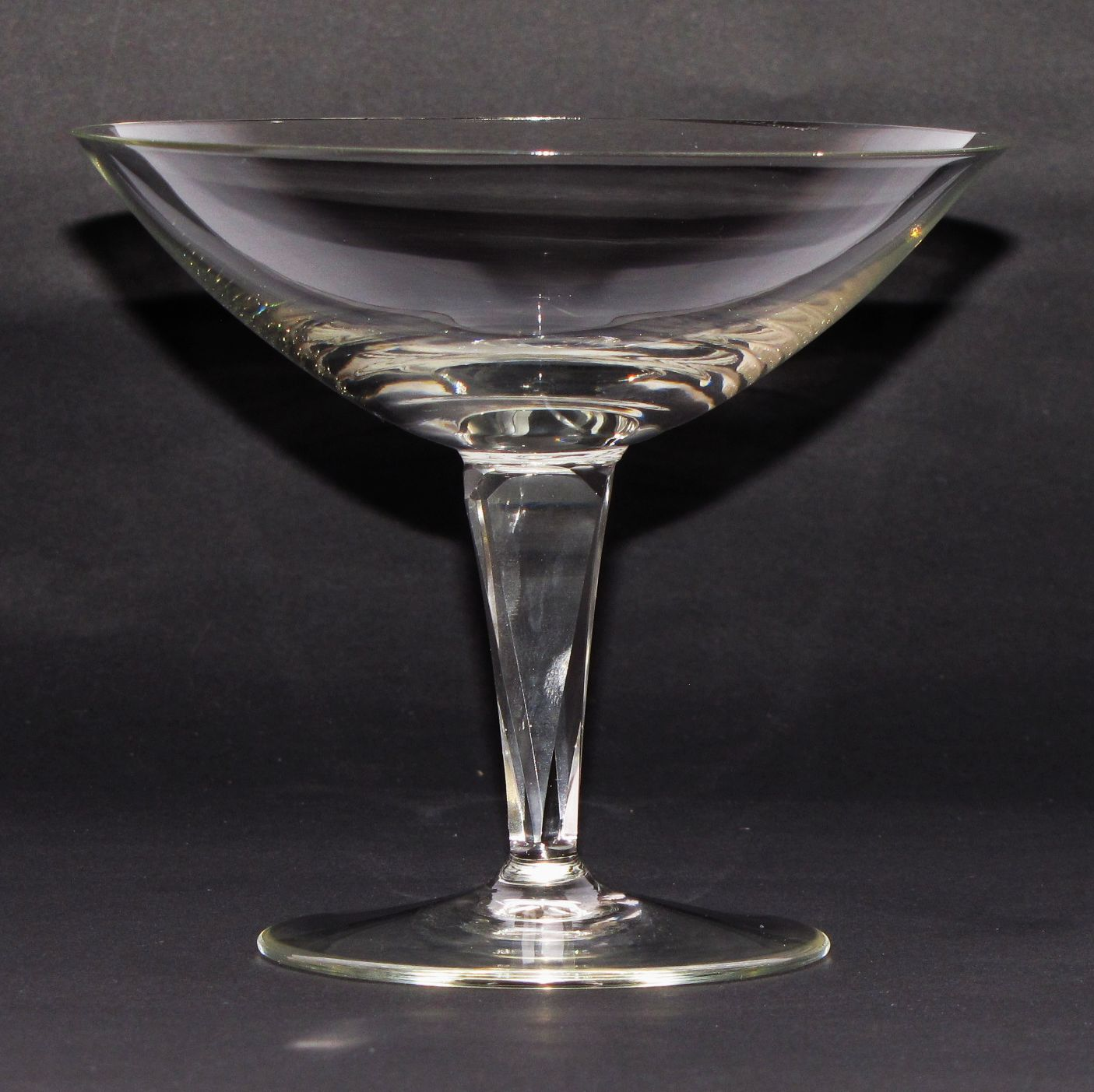
Coppa per champagne "Lobenstein"
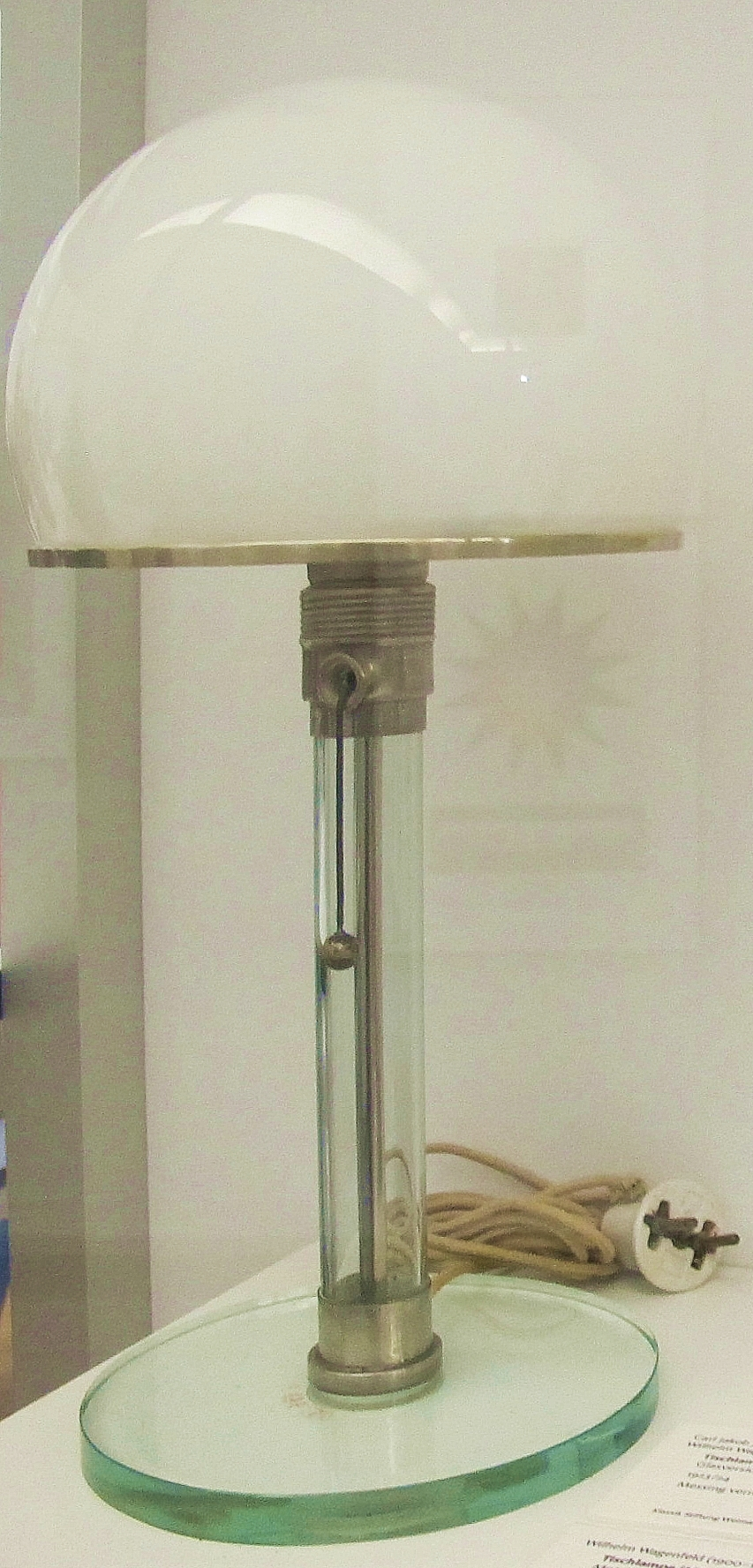
Lampada da tavolo